# Савищев, Николай Георгиевич
Николай Георгиевич (Егорович) Савищев (1877 — не ранее 1935) — командир 168-го пехотного Миргородского полка, генерал-майор, герой Первой мировой войны, участник Белого движения.

## Биография
Из потомственных дворян. Уроженец Орловской губернии.
Окончил Орловский Бахтина кадетский корпус (1895) и 1-е военное Павловское училище (1897), откуда выпущен был подпоручиком в 169-й пехотный резервный Миргородский полк. Произведен в поручики 15 мая 1901 года, в штабс-капитаны — 10 октября 1904 года, в капитаны — 20 марта 1912 года.
В Первую мировую войну вступил в рядах 168-го пехотного Миргородского полка. Произведен в подполковники 5 февраля 1915 года «за отличия в делах против неприятеля». Пожалован Георгиевским оружием
За то, что в бою с 26 на 27 апреля 1915 года у д. Засув, с 1½ ротами своего батальона взял во фланг прорвавшегося противника, нанес ему большое поражение, перешел в контр-атаку и отбросил противника, чем способствовал полку удержаться на своей позиции.
Произведен в полковники 3 января 1916 года «за отличия в делах против неприятеля». Удостоен ордена Св. Георгия 4-й степени
За то, что в бою 21 июня 1916 года, при атаке укрепленной позиции противника на фронте госп. дв. Скробов — д. Вызорок, состоя в рядах названного полка и командуя 3-м батальоном, получил приказание прикрывать правый фланг дивизии и, когда батальон попал под жестокий фланговый огонь противника из-за ручья Переволоки и леса северо-западнее госп. дв. Скробов, он, быстро оценив создавшееся положение, по собственному почину, лично повел батальон в атаку, штыковым ударом выбил противника из окопов и, заняв лес у госп. дв. Скробов, прочно обеспечил правый фланг всей дивизии и отбил сильную контр-атаку противника. 22 июня, когда неприятель под покровом ночи и дождя вновь перешел в контр-атаку на 3-й батальон, то последний не только отбил атаку противника, но увлеченный личным примером отменной храбрости полковника Савищева, сам перешел в наступление и, перейдя вброд по-пояс через болотистый ручей, ворвался в рощу, что юго-западнее госп. дв. Скробов, обратил противника в бегство а, нанеся ему большие потери этими действиями, дал возможность остальным полкам дивизии продолжать атаку для овладения 2-й и 3-й линиями сильно укрепленной позиции противника.
С 26 сентября 1916 года назначен командиром 168-го пехотного Миргородского полка, а 22 июля 1917 года произведен в генерал-майоры на основании Георгиевского статута.
В Гражданскую войну участвовал в Белом движении в составе Вооруженных сил Юга России и Русской армии. Осенью 1919 года — в резерве чинов войск Киевской области, на 25 марта 1920 года — в резерве чинов войск Новороссийской области. Был старшим чиновником ревизии сенатора Неверова, ревизовавшего лечебно-санитарные учреждения на Юге России. С 16 августа 1920 года был назначен начальником гарнизона Феодосии, затем состоял в управлении начальника военно-административного района. Эвакуировался из Крыма на транспорте «Корнилов». 
Умер не ранее 1935 года в эмиграции. Был женат.

## Награды
- Орден Святого Станислава 3-й ст. (1905)
- Орден Святой Анны 3-й ст. (1909)
- Орден Святого Станислава 2-й ст. (ВП 8.04.1914)
- Орден Святого Владимира 4-й ст. с мечами и бантом (ВП 31.01.1915)
- мечи и бант к ордену Св. Станислава 3-й ст. (ВП 2.07.1915)
- Орден Святой Анны 2-й ст. с мечами (ВП 13.03.1916)
- мечи к ордену Св. Станислава 2-й ст. (ВП 22.09.1916)
- Георгиевское оружие (ВП 24.01.1917)
- Орден Святого Георгия 4-й ст. (ВП 27.01.1917)
- Орден Святого Владимира 3-й ст. с мечами (ПАФ 24.08.1917)
- старшинство в чине полковника с 8 октября 1913 года (ВП 26.06.1916)